# Melecta fuscipennis
Melecta fuscipennis är en stekelart som först beskrevs av Morawitz 1875. Melecta fuscipennis ingår i släktet Sorgbin, och familjen långtungebin. Inga underarter finns listade i Catalogue of Life.